# アントニオ・トッデ
アントニオ・トッデ（Antonio Todde、1889年1月22日 - 2002年1月3日）は、イタリアのスーパーセンテナリアン。イタリア・サルデーニャ在住だった長寿の男性。
2001年3月1日から2002年1月3日まで、男性世界最高齢の人物であった。また、2000年にはアントニオ・バルドの年齢を追い抜き、歴代イタリア人男性の最高齢者になった。第一次世界大戦の退役軍人の1人でもあった。

## 来歴
1889年1月22日、ヌーオロ県ティアナで農民の両親の間に生まれる。6歳のころに学校を中退した。第一次世界大戦中、1メートル58センチと低身長のために最初は戦争に参加しなかったものの、その後クラス地方で就役し、そこで狙撃手、もしくは手榴弾によって負傷し、病院に搬送された。戦争後は最初に羊飼いとして過ごし、その後に農夫として園芸農業を行っていた。
2000年12月9日には、アメリカのハリソン・ホルコムの記録取り消しに続き、ギネス世界記録によって存命中の世界最高齢男性と正式に認定された。
2002年1月3日、死去した。翌日の15時30分から行われた葬式には、82歳の娘、75歳と67歳の2人の息子、甥らが同行した。彼の妹は2007年に102歳で死去した。